# 朱绍清
朱绍清（1913年—1989年2月3日），中国人民解放军将领、中国人民解放军开国少将。
早年参加工农红军，后参加反围剿战役和长征。第二次国共内战，担任中国人民解放军28军军长、31军军长。1955年，授予中国人民解放军少将。1989年去世。